# Голубино (Белгородская область)
Голубино — село в Новооскольском районе Белгородской области России. Входит в состав Оскольского сельского поселения.

## География
Расположено в семи километрах от административного центра — г. Новый Оскол. В 1992 году введена в строй Голубинская средняя школа. В селе располагается церковь Михаила Архангела. 

## История
В истории заселения земель территории Новооскольского района село Голубино является одним из первых его поселений. Это подтверждают документы Государственного архива, материалы краеведческой литературы и дошедшие до нас воспоминания предков. Ведя бои с турками и крымскими татарами Московское государство к концу 16-го века несколько подвинуло свои границы к югу России, а земли приосколья оказались ее приграничными районами. Для закрепления этих рубежей здесь начали создаваться поселения. В 90-е годы 16 века (1593) группой беглых крестьян из Украины было основано село Голубино. В первоочередную обязанность его жителей, во главе со своим атаманом Петром Аденихиным входило, несение военной службы по защите города-крепости Оскол (ныне Старый Оскол), основанного в 1593 году, а с 1637 года голубинцы несли службу по защите города-крепости (Стоялый Острог), что в двух километрах северо-восточнее села Голубино, на левом берегу р. Оскол, что напротив, уже существовавшего в то время Холковского подземного мужского монастыря. Позднее эта крепость переименована в город Царев Алексеев и перенесена в то место, где сейчас город Новый Оскол.

Сохранилась перепись села Голубино за 1617 год, где числилось 22 двора, и на каждого жителя отведено было по три десятины земли. Сохранилась челобитная царю того периода, Голубинцы писали: 
Мы Осколяне, вместе с детьми боярскими, (жители Ст. Оскола) наравне платим государству подати и служим всякую службу». Заселение территории нашего района велось интенсивно лишь к концу 17 века и начале 18 веков.
Село Голубино расположилось тогда, и сейчас стоит в самом живописном уголке природы в острогах среднерусской возвышенности. С  юга на север его защищает гора, со сплошным массивом леса, с севера на юг пойма р. Оскол, и с севера река и пойма р.Холок. Кроме того с юга село защищается так называемым Холодным, а с севера Парным яром. Такое удобное расположение оберегало село не только от завоевателей, но и грозных естественных явлений природы.
Земли с. Голубино Екатерина II подарила одному из первых сановников - князю Вяземскому.
С. Голубино с момента основания и до октября 1917 года называлось Голубиное, его название соответствовало расположению, где в прилегающих лесах того времени водились большие стаи диких голубей.
Занимались жители села, кроме военной службы, земледелием, охотой и рыбной ловлей.
Из Энциклопедического словаря Ф. А. Брокгауза и И. А. Ефрона. — С.-Пб.: Брокгауз — Ефрон. 1890—1907:
Голубино
слобода Курской губ., Ново-Оскольского у., при Осколе, в 12 вер. от у. г.; 1675 жит.; винокуренный завод и ковровая фабрика.

### Памятники археологии
На территории, прилегающей к селу Голубино, находятся памятники археологии, взятые под государственную охрану:
| Наименование памятника | Датировка            | Местонахождение                           | Документ о гос. охране |
| ---------------------- | -------------------- | ----------------------------------------- | ---------------------- |
| Селище-1               | бронз. век           | в 1,0 км к юго-востоку от с. Голубино     | № 368                  |
| Селище-2               | VIII—IX вв.          | в 3,5 км к юго-востоку от с. Голубино     | № 368                  |
| Селище-3               | жел. век             | в 4,0 км к югу от с. Голубино             | № 229                  |
| Стойбище-1             | жел. век, бронз. век | в 0,2 км от восточной окраины с. Голубино | № 229                  |
| Стойбище-2             | жел. век             | в 0,8 км от восточной окраины с. Голубино | № 229                  |
| Стойбище-3             | жел. век             | в 80 м от восточной окраины с. Голубино   | № 229                  |

## Население
| 2002 | 2010  |
| ---- | ----- |
| 1158 | ↘1154 |

## Известные уроженцы, жители
В селе родилась и провела детские годы Катя Медведева (род. 10 января 1937 года), русская художница-самоучка в жанре наивного искусства.